# راکویل (کارولینای جنوبی)
راکویل(به انگلیسی: Rockville) شهری در ایالت کارولینای جنوبی کشور ایالات متحده آمریکا است که جمعیت آن در سرشماری سال ۲۰۱۰ میلادی، ۱۳۴ نفر بوده‌است.